# Хеда, Виллем Клас

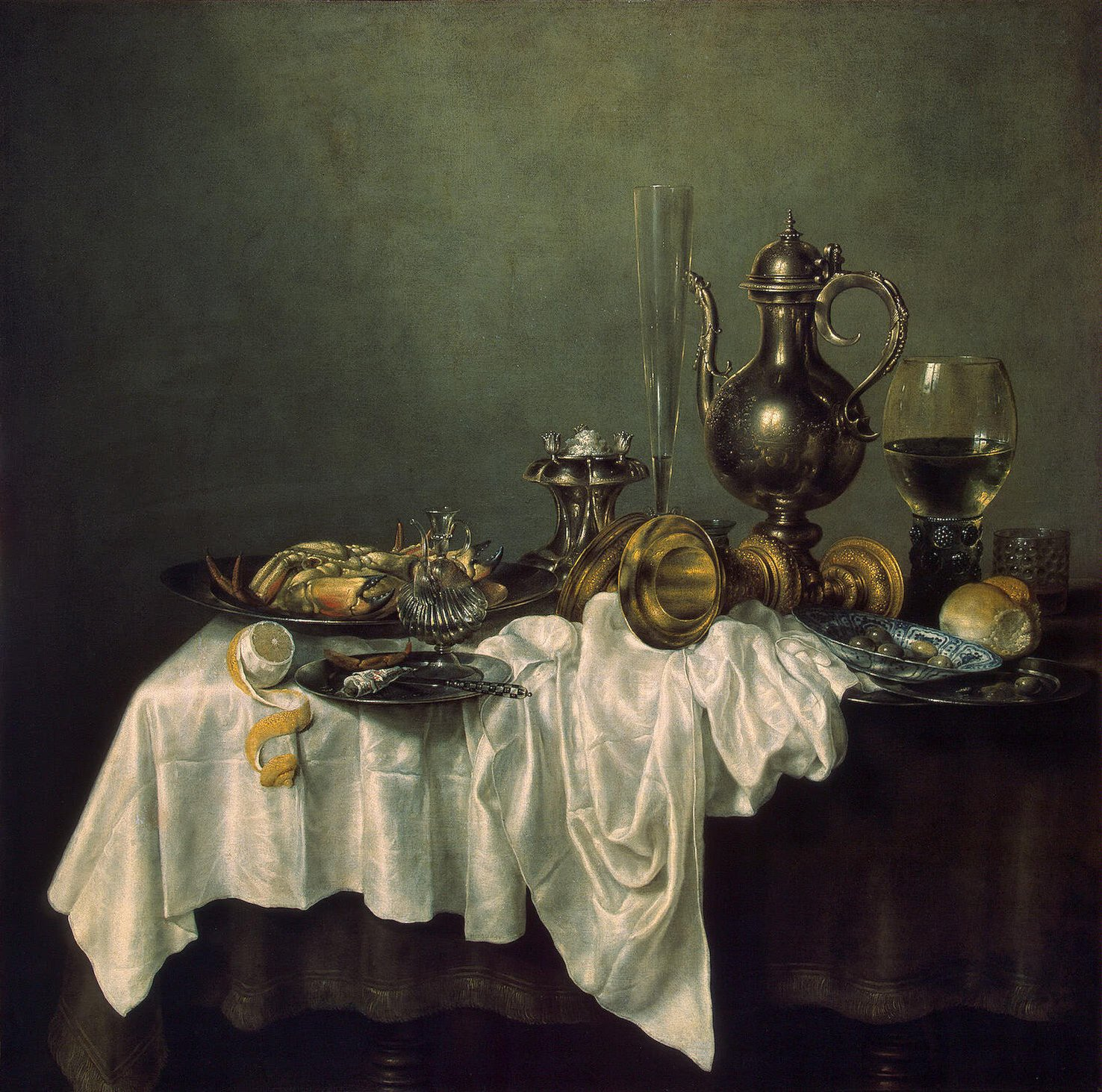
Натюрморт с крабом. 1648. Холст, масло. Государственный Эрмитаж, Санкт-Петербург

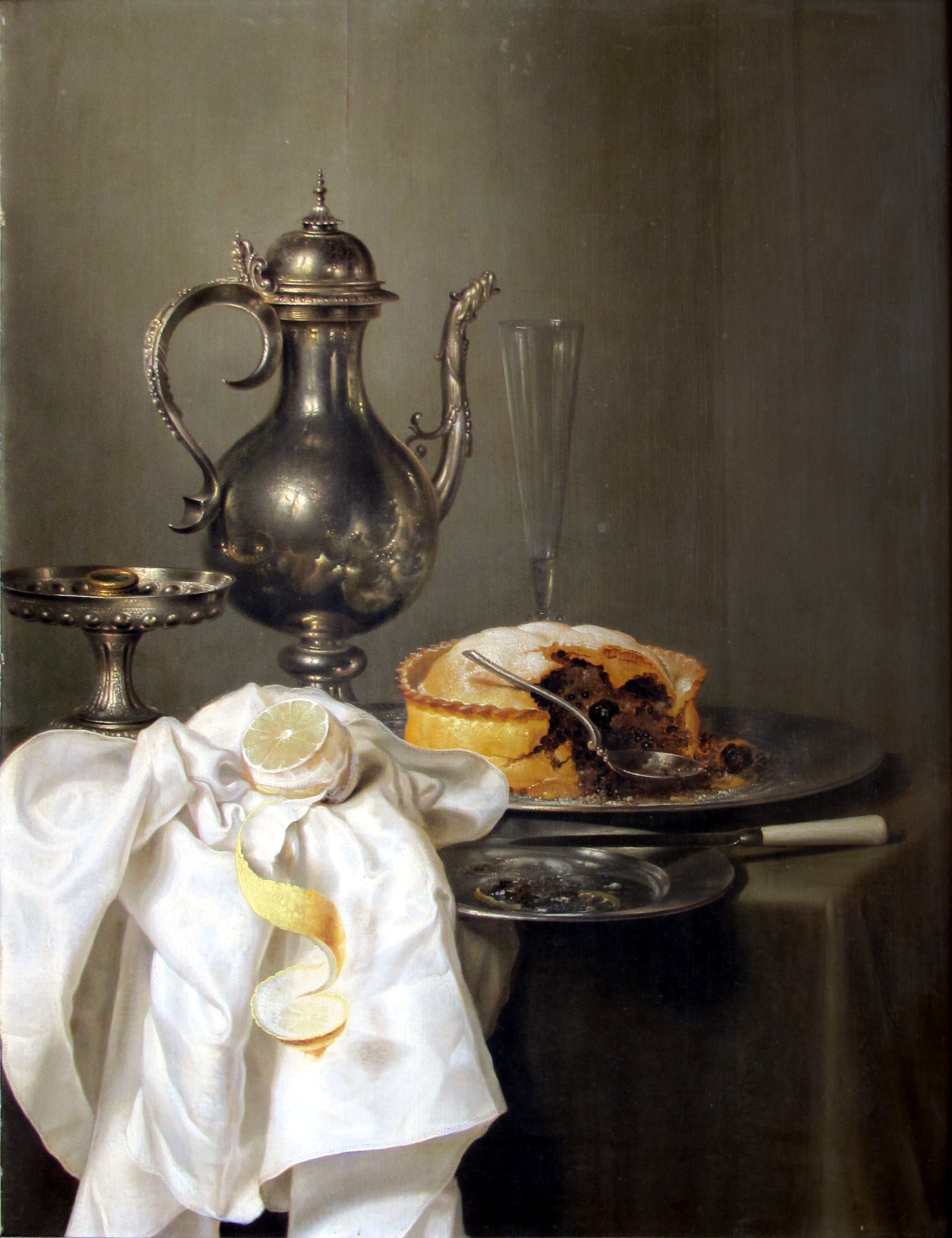
Натюрморт с серебряным кувшином и пирогом. 1645. Дерево, масло. Веймарский замок, Тюрингия

Хеда, Виллем Клас (нидерл. Willem Claesz (Claeszoon) Heda; 14 декабря 1593/1594, Харлем — 24 августа 1680/1682, Харлем) — голландский живописец, мастер натюрморта «Золотого века голландской живописи». Хеда, как и Питер Клас, вошёл в историю искусств, тем, что «создал оригинальную жанровую разновидность „натюрмортов-завтраков“ (нидерл. ontbijtjes) — изображений накрытого стола с натуралистически-точным воспроизведением цвета и фактуры дорогих предметов, как бы случайно оказавшихся на столе: хрустальных и серебряных кубков, „наутилусов“, изделий китайского фарфора».

## Биография
Хеда родился в Нидерландах, в Харлеме, и обучение живописи проходил под руководством отца, харлемского городского архитектора Клаасa Питерса. В Харлеме художник жил и работал всю жизнь. Карьеру живописца он начинал с картин на религиозные сюжеты и портретов, но затем практически полностью посвятил своё творчество натюрмортам.
В Голландии XVII века жанр живописного натюрморта получил большое распространение. Композиционные принципы таких картин были довольно консервативными: горизонтальный формат, нижний край накрытого стола параллелен раме. Предметы рассматривались с высокой точки зрения и располагались в линию или по кругу, чтобы, не нарушая естественности, связать их композиционно и показать наиболее эффектно. «Поэтому скатерть собрана в живописные складки, пирог разрезан, крышка кувшина приоткрыта, в бокал налито вино, орехи расколоты». Особенно мастерски художник показывает материальную природу вещей: «хрупкость и прозрачность стекла, холодный блеск серебра, румяную корку хлеба и шероховатость надрезанной кожицы лимона. Иногда художник изображает лежащие на столе карманные часы, раскрытые таким образом, чтобы был виден их механизм, или разбитый бокал со всеми осколками… символ течения времени».
Первые подобные натюрморты таких живописцев, как Николас Гиллис и Флорис Клас ван Дейк, получили название (нидерл. ontbijtjes) — завтраки), хотя, строго говоря, этим словом в Голландии называли лёгкую закуску, которую можно было принимать в любое время дня. Изображаемые предметы могли нести скрытый аллегорический либо символический смысл: погасшая свеча — символ «vanitas» бренности земной жизни; серебряная посуда означает богатство; ветчина — чувственные радости; лимон — внешнюю красоту, внутри которой скрывается горечь.
Хеда, а также оказавший на него влияние Питер Клас — самые значительные представители такого рода натюрмортов в Голландии. Этих двух харлемских мастеров часто сравнивают. Оба они создавали скромные «завтраки» с простым набором незамысловатых предметов. Картины Хеды и Класа роднит зеленовато-серый или коричневатый колорит, но произведения Хеды, как правило, тщательнее написаны, а вкус более аристократичен, что проявлялось в выборе изображаемых предметов: серебряной, а не оловянной утвари, устриц, а не сельди.
К сорока годам Хеда уже был живописцем с утвердившейся репутацией. В 1631 году он получил статус мастера в харлемской Гильдии Святого Луки. Неоднократно (в 1637, 1643 и 1651 годах) избирался председателем гильдии, в 1642 и 1652 годах — её деканом.
Один из сыновей мастера, Геррет Виллемс Хеда (1620—1702), также стал живописцем. Как и отец, руководивший его обучением, Геррет избрал предметом своего творчества натюрморт и писал в той же манере. Виллем Хеда имел много учеников и последователей, но главным из них был Геррет.
Мастер умер около 1680 года в Харлеме. Влияние его на других художников было значительным. Среди последних можно назвать молодого Франса Халса.

## Произведения
Самый ранний из известных натюрмортов Хеды датируется 1621 годом и представляет собой «vanitas», традиционную аллегорию бренности (Гаага, собрание Бредиуса). Перед нами — рассматриваемые с высокой точки зрения предметы, в каждом из которых заложены ассоциации с бренностью и тщетностью земных усилий: чаша с тлеющими угольками, курительные приспособления, перевёрнутый бокал, череп. Колорит выдержан в коричневато-зелёных тонах и является одним из первых примеров нидерландского почти монохромного натюрморта. В этой ранней работе проявилось мастерство Хеды в передаче фактуры материала. Более уравновешенную композицию мы находим в другом натюрморте того же года (Гаага, Королевская галерея Маурицхёйс) и в «Столе с завтраком» (1631, Галерея старых мастеров, Дрезден). В обеих картинах предметы расположены на нейтральном фоне и объединены диагональной композицией.
В начале 1630-х годов Хеда прибегал к композиционным решениям Гиллиса и Флориса ван Дейка, но, в отличие от них, не боялся нарушить симметрию, располагая белую скатерть в правой или левой части и оставляя середину стола непокрытой. В последовавших затем «банкетных» натюрмортах скатерть всё больше и больше сдвигалась в сторону, а к концу 1630-х годов художник писал её совершенно смятой. Еда ранее представлялась нетронутой, предназначенной лишь для обозрения и любования, а в более поздних натюрмортах видны признаки прерванной трапезы. Расположение предметов стало носить не празднично-торжественный, а как бы случайный, естественный характер.
Хеда любил писать серебряные чаши с мерцающими бликами, кубки из венецианского стекла, перламутровые раковины. С исключительным мастерством он передавал отражения и блики на блестящих и гладких поверхностях, как это видно на примере натюрморта, хранящегося в Государственном музее в Амстердаме. Это произведение также отличается изысканностью красок и утончённостью моделировки. Художник почти всегда использовал в своих работах одни и те же мотивы, но, меняя расстановку, он создавал оригинальные композиции, представляющие новый взгляд на привычные предметы. Для его натюрмортов характерны удивительная точность в передаче предметов и вместе с тем загадочная поэтичность, создающая Романтизмромантическое ощущение таинственности. В картинах Хеды пленяет не только натуральность изображения предметов и искусность в передаче формы, цвета, фактуры каждой мелочи самой по себе, но и живое и искреннее чувство, с которым раскрывается красота предметного мира.
После 1640 года картины Хеды стали больше по размерам, богаче и красочнее по колориту (например, натюрморты в Государственном Эрмитаже, Санкт-Петербург). Чтобы достичь большей монументальности композиции, Хеда в зрелый период творчества применял не традиционный горизонтальный, а вертикальный формат.